# Kento Nakajima
Kento Nakajima (中島 健人?, Nakajima Kento; Tokyo, 13 marzo 1994) è un attore, cantante e modello giapponese, ha iniziato la carriera come tarento.
Come associato dei Johnny's Jr., ha fatto parte del gruppo J-pop B. I. Shadow. assieme a Yūma Nakayama: membro effettivo dell'agenzia Johnny & Associates, è anche speaker radiofonico.
È stato presentato ufficialmente nel 2008 durante un concerto degli Hey! Say! JUMP dallo stesso Ryōsuke Yamada, dove s'è fatto immediatamente una discreta fama tra le fan. Ex dei NYC, è diventato membro principale della boy band Sexy Zone, di cui è il membro più anziano.
Ha partecipato a dorama scolastici in ruoli di supporto a fianco di Ryōsuke Yamada e Yūma Nakayama: dopo aver partecipato nel 2011 al dorama Taisetsu na koto wa subete kimi ga oshiete kureta che vedeva come protagonisti Haruma Miura ed Erika Toda, e in Umareru dove faceva la parte del fratello minore di Maki Horikita, nel 2013 ottiene infine il ruolo di protagonista nel dorama Bad Boys J dove interpreta la parte del capo di una banda di studenti.
È figlio unico e ha l'hobby di scrivere poesie; suona il pianoforte, gli piace la lingua inglese e odia la matematica. Il 27 febbraio 2012 si è iscritto alla Università Meiji nel dipartimento di sociologia con l'intento di conoscere al meglio la società giapponese.

## Filmografia

### Dorama
- 2008: Gokusen 3
- 2008: Scrap Teacher - Minobe Kento (NTV)
- 2009: Koishite Akuma - Handa Hiroto (Fuji TV)
- 2011: Taisetsu na koto wa subete kimi ga oshiete kureta (Fuji TV)
- 2011: Umareru (TBS)
- 2012: Kazoku no Uta (Fuji TV)
- 2013: Bad Boys J
- 2014: Kurofuku Monogatari (TV Asahi)

### Film
- 2013: Gekijouban BAD BOYS J ~Saigo ni Mamoru Mono~
- 2014: Gin no Saji Silver Spoon
- 2016: "Kurosaki Kun No Iinari Ni Nante Naranai"

## Discografia
- 2024 – Fatal (con Tatsuya Kitani)